# Si Perrault m'était conté
Si Perrault m'était conté est une série télévisée française en quatre épisodes de 55 minutes, créée par Anne Béranger et Jacques Charon et diffusée en janvier 1966, le lundi à 20h30, sur la première chaîne de l'ORTF.

## Synopsis
Les contes célèbres de Charles Perrault sont adaptés de nos jours dans un environnement urbain sur un ton comique, avec des numéros chantés et dansés.

## Distribution
- Jacques Charon : le Chat botté / l'illusionniste
- Pierre Tchernia : lui-même
- Perrette Pradier : Carabine
- Laurence Badie : Lucie
- Christine Delaroche : Isabelle / Cendrillon
- Jean-Claude Drouot : Riquet
- Michel Duchaussoy : Bertrand
- Claude François : Billy Work
- Geneviève Grad : Aline
- Maria Pacôme : la marâtre

## Épisodes

### Premier épisode:Le Petit Chaperon rouge(diffusé le 3 janvier 1966)
DistributionJacques Charon (le Loup), Christine Lebail (le Petit Chaperon rouge), Jacqueline Maillan (la mère-grand)
Le Petit Chaperon rouge est chargée par sa mère, propriétaire d'une épicerie fine spécialisée dans le beurre et les galettes, de livrer les achats de la mère-grand. Elle est suivie par le Loup, qui a tout entendu, un gangster récemment échappé de prison. En suivant le petit Chaperon rouge, il se rend compte que cette dernière a un amoureux avec lequel elle passe son temps au lieu de livrer les commandes. Il la devance alors chez mère-grand, qui gère un thé dansant pour personnes du troisième âge. Mais les apparences sont trompeuses...

### Deuxième épisode:Cendrillon(diffusé le 10 janvier 1966)
Isabelle (Christine Delaroche) est une riche héritière qui ne pourra avoir l'héritage de son père qu'en épousant un homme de son rang. Elle veut vire comme Cendrillon et faire un mariage d'amour, mais sa belle-mère (Maria Pacôme) et ses deux belles-sœurs, qui vivent de haillons, s'y opposent afin de pouvoir profiter de l'argent d'Isabelle. Elle va rencontrer le prince charmant en la personne de François Claude (Claude François), l'idole des jeunes femmes. 